# Lật Chiến Thư
Lật Chiến Thư (tiếng Trung: 栗战书; bính âm: Lì Zhànshū; sinh ngày 30 tháng 8 năm 1950) là thạc sĩ quản trị kinh doanh, chính khách nước Cộng hòa Nhân dân Trung Hoa. Ông là nguyên Ủy viên Ban Thường vụ Bộ Chính trị Đảng Cộng sản Trung Quốc khóa XIX, cơ quan quyền lực cao nhất ở Trung Quốc, từng là Ủy viên trưởng Ủy ban Thường vụ Đại hội Đại biểu Nhân dân Toàn quốc khóa XIII, nhiệm kỳ 2018-2023.
Ông từng là Bí thư Tỉnh Đoàn Hà Bắc, Chủ nhiệm Văn phòng Tiểu tổ Lãnh đạo công tác nông thôn tỉnh Thiểm Tây, Phó Bí thư Tỉnh ủy Thiểm Tây, Tỉnh trưởng Chính phủ Nhân dân tỉnh Hắc Long Giang, Bí thư Tỉnh ủy Quý Châu, Phó Chủ nhiệm phụ trách công tác Đảng của Văn phòng Trung ương và Ủy viên Bộ Chính trị, Bí thư Ban Bí thư Trung ương khóa XVIII, Chủ nhiệm Văn phòng Trung ương Đảng Cộng sản Trung Quốc.

## Xuất thân và giáo dục
Lật Chiến Thư là người Hán, sinh tháng 8 năm 1950, người huyện Bình Sơn, tỉnh Hà Bắc. Năm 1971 đến năm 1972, Lật Chiến Thư theo học chuyên ngành vật giá ở Trường Tài chính và Thương mại khu vực Thạch Gia Trang, tỉnh Hà Bắc. Năm 1980 đến năm 1983, ông theo học khoa giáo dục chính trị Đại học ban đêm Đại học Sư phạm Hà Bắc. Tháng 2 đến tháng 8 năm 1988, ông theo học lớp đào tạo lý luận xây dựng Đảng tại Trường Đảng Trung ương Đảng Cộng sản Trung Quốc. Năm 1992 đến năm 1994, ông theo học chuyên ngành kinh tế, Học viện Hàm thụ tại Trường Đảng Trung ương Đảng Cộng sản Trung Quốc. Năm 1996 đến năm 1998, ông theo học lớp nghiên cứu sinh tại chức chuyên ngành kinh tế thương mại khoa tài chính và thương mại, Viện Nghiên cứu sinh thuộc Viện Khoa học xã hội Trung Quốc. Năm 2005 đến năm 2007, ông theo học chuyên ngành quản trị kinh doanh nhân viên quản lý cấp cao tại Đại học Công nghiệp Cáp Nhĩ Tân và được cấp bằng thạc sĩ quản trị kinh doanh cao cấp.

## Sự nghiệp
Năm 1972, sau khi tốt nghiệp, Lật Chiến Thư được điều về làm Cán sự và được cử làm Phó Chủ nhiệm Sở Thương mại khu vực Thạch Gia Trang, tỉnh Hà Bắc. Tháng 4 năm 1975, ông gia nhập Đảng Cộng sản Trung Quốc (CPC). Năm 1976, ông chuyển sang làm cán sự, Trưởng phòng Phòng Tư liệu Văn phòng Địa ủy Thạch Gia Trang, tỉnh Hà Bắc.
Năm 1983, sau khi tốt nghiệp, ông được bổ nhiệm làm Bí thư Huyện ủy huyện Vô Cực, tỉnh Hà Bắc. Năm 1985, ông được luân chuyển giữ chức Phó Bí thư Địa ủy Thạch Gia Trang, Chuyên viên Cơ quan hành chính Địa khu Thạch Gia Trang tỉnh Hà Bắc. Năm 1986, ông được bổ nhiệm làm Bí thư Đoàn thanh niên Cộng sản Tỉnh ủy Hà Bắc. Năm 1990, ông được bổ nhiệm giữ chức Phó Bí thư Địa ủy Thừa Đức, Chuyên viên Cơ quan hành chính Địa khu Thừa Đức tỉnh Hà Bắc. Năm 1993, Lật Chiến Thư được bổ nhiệm làm Ủy viên Ban Thường vụ Tỉnh ủy, Tổng Thư ký Tỉnh ủy Hà Bắc. Năm 1997, ông được bổ nhiệm giữ chức Ủy viên Ban Thường vụ Tỉnh ủy, Phó Tổ trưởng Tiểu tổ Lãnh đạo Công tác Nông thôn tỉnh Hà Bắc.
Tháng 7 năm 1998, ông được luân chuyển làm Ủy viên Ban Thường vụ Tỉnh ủy Thiểm Tây, Phó Tổ trưởng kiêm Chủ nhiệm Văn phòng Tiểu tổ Lãnh đạo Công tác Nông thôn tỉnh Thiểm Tây. Tháng 11 năm 2000, ông được bổ nhiệm giữ chức Ủy viên Ban Thường vụ Tỉnh ủy, Trưởng Ban Tổ chức Tỉnh ủy Thiểm Tây. Tháng 1 năm 2002, ông được bổ nhiệm làm Bí thư Thành ủy Tây An, thành phố tỉnh lỵ tỉnh Thiểm Tây đồng thời ông cũng được bầu kiêm nhiệm chức vụ Chủ nhiệm Ủy ban Thường vụ Đại hội đại biểu nhân dân thành phố Tây An. Tháng 5 năm 2002, ông được bổ nhiệm làm Phó Bí thư Tỉnh ủy Thiểm Tây kiêm Bí thư Thành ủy Tây An, Chủ nhiệm Ủy ban Thường vụ Đại hội đại biểu nhân dân thành phố Tây An.
Tháng 11 năm 2002, tại Đại hội Đảng Cộng sản Trung Quốc lần thứ 16, ông được bầu làm Ủy viên dự khuyết Ban Chấp hành Trung ương Đảng Cộng sản Trung Quốc khóa 16. Tháng 12 năm 2003, ông được luân chuyển làm Phó Bí thư Tỉnh ủy Hắc Long Giang. Tháng 10 năm 2004, ông được bổ nhiệm giữ chức Phó Bí thư Tỉnh ủy kiêm Phó Tỉnh trưởng tỉnh Hắc Long Giang. Ngày 21 tháng 10 năm 2007, tại Đại hội Đảng Cộng sản Trung Quốc lần thứ 17, ông được bầu làm Ủy viên dự khuyết Ban Chấp hành Trung ương Đảng Cộng sản Trung Quốc khóa 17. Ngày 25 tháng 12 năm 2007, sau khi Tỉnh trưởng Hắc Long Giang Trương Tả Kỉ từ chức, Lật Chiến Thư được bổ nhiệm làm quyền Tỉnh trưởng tỉnh Hắc Long Giang kế nhiệm. Tháng 1 năm 2008, ông chính thức được bầu giữ chức vụ Tỉnh trưởng Chính phủ Nhân dân tỉnh Hắc Long Giang. Tháng 8 năm 2010, Lật Chiến Thư được bổ nhiệm làm Bí thư Tỉnh ủy Quý Châu, tỉnh nằm ở tây nam của Trung Quốc. Tháng 9 năm 2010, ông được bầu kiêm nhiệm chức vụ Chủ nhiệm Ủy ban Thường vụ Đại hội đại biểu nhân dân tỉnh Quý Châu.
Tháng 7 năm 2012, Lật Chiến Thư được điều lên trung ương công tác nhậm chức Phó Chủ nhiệm Thường trực Văn phòng Trung ương Đảng Cộng sản Trung Quốc, hàm tương đương Bộ trưởng bắt đầu tiếp quản mọi công việc và chức năng từ "Tổng quản Trung Nam Hải thời Hồ Cẩm Đào", tức Lệnh Kế Hoạch. Tháng 9 năm 2012, ông được bổ nhiệm làm Chủ nhiệm Văn phòng Trung ương Đảng Cộng sản Trung Quốc kế nhiệm ông Lệnh Kế Hoạch. Tháng 10 năm 2012, ông kiêm nhiệm chức vụ Bí thư Ủy ban Công tác Cơ quan trực thuộc Trung ương Đảng Cộng sản Trung Quốc.
Ngày 14 tháng 11 năm 2012, tại phiên bế mạc của Đại hội Đảng Cộng sản Trung Quốc lần thứ 18, Lật Chiến Thư được bầu làm Ủy viên Ban Chấp hành Trung ương Đảng Cộng sản Trung Quốc khóa XVIII. Ngày 15 tháng 11 năm 2012, tại phiên họp toàn thể đầu tiên của Ủy ban Trung ương Đảng Cộng sản Trung Quốc khóa 18, ông được bầu làm Ủy viên Bộ Chính trị Đảng Cộng sản Trung Quốc khóa 18, Bí thư Ban Bí thư Trung ương Đảng Cộng sản Trung Quốc trở thành người lãnh đạo đảng và nhà nước.
Ngày 24 tháng 10 năm 2017, tại phiên bế mạc Đại hội Đảng Cộng sản Trung Quốc lần thứ XIX, Lật Chiến Thư được bầu làm Ủy viên Ban Chấp hành Trung ương Đảng Cộng sản Trung Quốc khóa XIX. Ngày 25 tháng 10 năm 2017, Ban Chấp hành Trung ương Đảng Cộng sản Trung Quốc khóa XIX tiến hành Hội nghị toàn thể lần thứ nhất, bầu ông làm Ủy viên Ban Thường vụ Bộ Chính trị Đảng Cộng sản Trung Quốc, trở thành một trong 7 người nắm quyền lãnh đạo tối cao tại Cộng hòa Nhân dân Trung Hoa.
Ngày 17 tháng 3 năm 2018, phiên họp toàn thể lần thứ năm, trong khuôn khổ kỳ họp thứ nhất Đại hội đại biểu Nhân dân toàn quốc Trung Quốc khóa XIII (tức Quốc hội) đã bầu ông Lật Chiến Thư giữ chức vụ Ủy viên trưởng Ủy ban Thường vụ Đại hội Đại biểu Nhân dân Toàn quốc khóa XIII nhiệm kỳ 2018 đến năm 2023. Ngày 10 tháng 3 năm 2023, ông được miễn nhiệm chức vụ Ủy viên trưởng Nhân đại khóa XIII, kế nhiệm bởi Triệu Lạc Tế.